# Ammobates sanguineus
Ammobates sanguineus är en biart som beskrevs av Heinrich Friese 1911. Ammobates sanguineus ingår i släktet Ammobates och familjen långtungebin. Inga underarter finns listade i Catalogue of Life.